# الجيش الثاني بانزر
الجيش الثاني بانزر (بالألمانية: Panzerarmeeoberkommando 2) تشكيل مدرعات ألماني خلال الحرب العالمية الثانية، حمل اسم المجموعة الثانية بانزر (بالألمانية: Panzergruppe 2) التي تشكّلت في 5 أكتوبر 1941 والتي حملت اسم مجموعة بانزر غوديريان (بالألمانية: Panzergruppe Guderian) في الأساس قبل تغيير اسمها للمرة الأولى ثم ترقيتها لتصبح قوة عسكرية بحجم جيش ميداني.

## مجموعة بانزر غوديريان
تشكّلت مجموعة بانزر غوديريان في 5 يونيو 1940 وحملت اسم قائدها في ذلك الوقت الجنرال أوبيرست هاينز غوديريان مؤسس القوات المدرعة الألمانية الحديثة.
كان الفيلق التاسع عشر نواة مجموعة بانزر غودريان والتي تشكّلت طليعة يونيو 1940 بعد الوصول لحدود بحر المانش في أعقاب اقتحام الأردين والتوغّل داخل فرنسا بعد سقوط خط ماجينو في يد القوات الألمانية، ومنذ تلك اللحظة تم وسم كل المدرعات والشاحنات والدراجات النارية المشاركة ضمن مجموعة بانزر غوديريان بشعار المجموعة والذي كان عبارة عن حرف G اللاتيني والذي يرمز لاسم قائد المجموعة هاينز غوديريان (بالألمانية: Heinz Guderian)، وبحلول نوفمبر من عام 1940 أُعيدت هيكلة المجموعة وتمت تسميتها المجموعة الثانية بانزر.

## المجموعة الثانية بانزر
تشكّلت المجموعة الثانية بانزر في نوفمبر من عام 1940 في أعقاب إعادة هيكلة مجموعة بانزر غوديريان وتغيير اسمها إلى المجموعة الثانية بانزر، وفي أكتوبر من عام 1941 أُعيدت هيكلة المجموعة وتسميتها للمرة الثانية إلى الجيش الثاني بانزر والذي لعب دورًا أساسيًا في المراحل الأولى للغزو الألماني للاتحاد السوفيتي أثناء عملية بارباروسا تحت قيادة مجموعة الجيوش الوسطى.

## القادة
- جنرال أوبيرست (بالألمانية: Generaloberst) هاينز غوديريان (5 أكتوبر 1941 - 25 ديسمبر 1941)
- جنرال أوبيرست رودولف شميت (25 ديسمبر 1941 - 10 إبريل 1943)
- جنرال المشاة (بالألمانية: General der Infanterie) إريتش-هنريتش كلوسنر (11 إبريل 1943 - 6 أغسطس 1943)
- جنرال فيلد مارشال (بالألمانية: Generalfeldmarschall) فالتر مودل (6 أغسطس 1943 - 14 أغسطس 1943)
- جنرال أوبيرست طبيب لوثر ريندوليتش (14 أغسطس 1943 - 24 يونيو 1944)
- جنرال أوبريست جوزيف هارب (18 مايو 1944 - 28 يونيو 1944)
- جنرال المشاة فرانز بوم (24 يونيو 1944 - 17 يوليو 1944)
- جنرال المدفعية (بالألمانية: General der Artillerie) ماكسيميليان دي أنغلز (18 يوليو 1944 - 8 مايو 1945)

## وصلات خارجية
- Axis History Factbook